# 5082 Ніхонсьокі
5082 Ніхонсьокі (5082 Nihonsyoki) — астероїд головного поясу, відкритий 18 лютого 1977 року.
Тіссеранів параметр щодо Юпітера — 3,198.
Названо на честь Ніхонсьокі (яп. にほんしょき(日本書紀) ніхонсьокі)